# Ашиков гроб (Споменик љубави)
Ашиков гроб (Споменик љубави) је смештен на брегу који дели Тамнаву од Поцерине, на тромеђи атара Мровске, Метлића и Голочела.
Ашиков гроб је, заправо, повећи камени белег са урезаним крстом и шаком десне руке, без слова и бројева, постављен у знак сећања на велику и трагичну љубав Павла и Ђуле. Овај догађај из 19. века описао је Јанко Веселиновић у истоименој новели. 

Иницијатива за подизање новог споменика у облику преполовљеног срца, постављеног поред старог каменог белега, потекла од мештана овдашњих села, месне заједнице Доње Црниљево, која је реализована 2008. године уз помоћ општине и Туристичке организације Шапца.